# Dolichopeza costalis
Dolichopeza costalis är en tvåvingeart som beskrevs av Enrico Adelelmo Brunetti 1918. Dolichopeza costalis ingår i släktet Dolichopeza och familjen storharkrankar. Inga underarter finns listade i Catalogue of Life.